# Kugelhaltepinzette

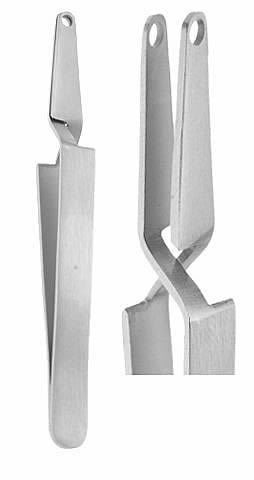
Kugelhaltepinzette

Eine Kugelhaltepinzette ist ein Greifwerkzeug für kleine Gegenstände, welche formbedingt sonst nur schwer positionierbar wären (z. B. eine Kugel).  Kugelhaltepinzetten werden in der Regel über Kreuz zusammengebaut. Das hat den Vorteil, dass sie ohne Zusammendrücken selbsthaltend sind; erst zum Lösen des gehaltenen Gegenstandes werden sie zusammengedrückt. Dies erleichtert dem Anwender, zusätzliche Werkzeuge zu handhaben. 
Kugelhaltepinzetten werden aus verschiedenen Materialien hergestellt. In der Medizin und Piercing sind sie aus Edelstahl, damit sie sterilisiert werden können. In der Technik können diese Werkzeuge auch aus Titan und anderen nicht leitenden Werkstoffen benutzt werden. 

## Anwendung
- Piercing
- Technik
- Bauteilbestückung
- Modellbau